# Lucky Chan-sil

Lucky Chan-sil est un film coréen semi-autobiographique sorti en 2019 et réalisé par Kim Cho-hee, ancienne productrice de Hong Sang-soo.

## Synopsis
Lee Chan-sil est une productrice de films qui se retrouve sans emploi après la mort soudaine du réalisateur avec lequel elle travaillait depuis des années. Elle commence à travailler comme femme de ménage pour une actrice et rencontre le professeur de français de son nouvel employeur (qui l'attire), ainsi que le fantôme de Leslie Cheung, qui lui apparaît en sous-vêtements.

## Fiche technique
- Titre original : coréen : 찬실이는 복도 많지, romanisation révisée du coréen : Chansilineun Bokdo Manji
- Titre international : Lucky Chan-sil
- Réalisation : Kim Cho-hee, pseudonyme de Kim Kyoung Hee[1].
- Scénario : Kim Cho-hee
- Musique : Jung-Yeop Jeong
- Photographie : Sang-bin Ji
- Durée : 96 minutes
- Dates de sortie
  -  Corée du Sud
    - 4 octobre 2019, Festival international du film de Busan
    - 30 novembre 2019, Seoul Independent Film Festival (en)
    - 5 mars 2020, sortie nationale

## Distribution
- Kang Mal-geum (en)
- Youn Yuh-jung
- Yoon Seung-ah (en)
- Kim Young-min (es)
- Bae Yoo-ram (ko)
- Choi Hwa-jung (en)
- Lee Young-jin (actress) (en)
- Anastasiia Sokolova

## Production
- Youn Yuh-jung a participé à ce film sans être rémunérée[2]

- La réalisatrice est l'ancienne productrice de Hong Sang-soo[3] et a étudié pendant plusieurs années le cinéma en France[4].

## Recettes
Au 3 décembre 2021, le Conseil du film coréen comptabilisait pour ce film environ 30 000 entrées en Corée du Sud

## Critiques
- Vincent Ostria, L'Humanité : « Les vicissitudes drolatiques d’une productrice au chômage plongée dans les affres de la quarantaine[6]. »

- Éric Moreault, Le Soleil : « Le jeu, parfois exagéré, des acteurs peut s’avérer un brin agaçant. Mais l’esthétique du réalisateur, notamment son sens du cadre, sa mise en scène assurée et l’utilisation de l’humour pour dédramatiser, nous fait rapidement oublier les irritants[7]. »

- Projected Figures : « Lucky Chan-sil is Kim’s semi-autobiographical film à clef. After all, her protagonist Lee Chan-sil (Kang Mal-geum) is just like Kim: a short-haired, forty-something producer who has been cast adrift when her long-term collaboration with an indie film director comes to an abrupt end »

- Adriana Rosati, Asian Movie Pulse, « Kim Cho-hee has put to good use her insider knowledge of the industry, without exceeding in movie snobbism, to create a humorous character in turmoil and a story of transition and hope[8]. »